# Сражение при Санта-Лючии
Сражение при Санта-Лючии (нем. Schlacht von Santa Lucia) было одним из сражений Первой итальянской войны за независимость. Сардинские войска Карла Альберта попытались 6 мая 1848 года атаковать западный фронт крепости Вероны и были отброшены численно вдвое меньшими австрийскими силами под командованием фельдмаршала Йозефа Радецкого.
После сражения при Пастренго Карл Альберт в ночь с 3 на 4 мая отвел свою армию на прежние позиции, имея в виду овладеть Вероной, которая, по слухам, была готова к возмущению. На военном совете в Соммакампанье (5 мая) было решено произвести наступление на Верону и при участии восставших жителей овладеть этой крепостью. Подробная диспозиция, составленная начальником штаба армии генералом Саласко, была разослана войскам очень поздно, почему частные начальники не могли даже ознакомиться с её содержанием.
Радецкий, оставив в Вероне две бригады на случай беспорядков, расположил остальные войска на позиции у Санта-Лючии, причём отправил две бригады на левый берег Адидже, несколько выше Вероны.

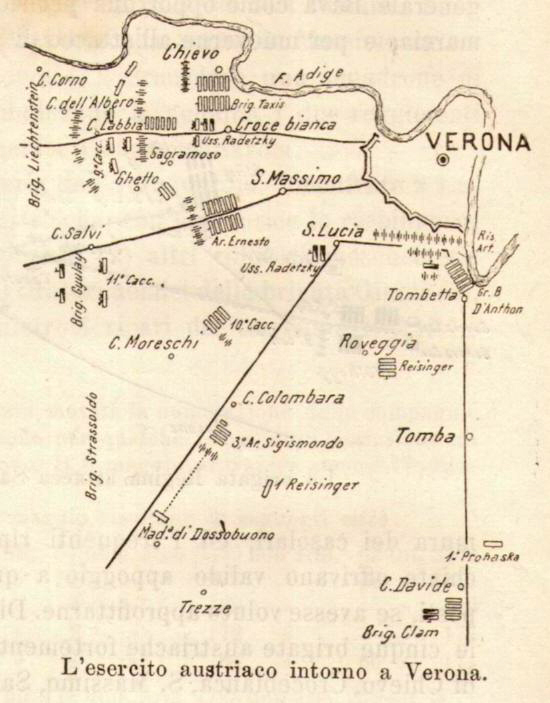
Карта-схема сражения.

Благодаря поздно разосланной диспозиции и несвоевременной варке пищи, наступление, предположенное в 6 часов утра, в действительности началось позже. Четыре колонны войск, идущих с разных направлений, должны были соединиться у «ридо», естественного вала, который от Кьево и Сан-Массимо доходил до Санта-Лючии и составлял передовую линию австрийской обороны у города. Точками атаки сардинских войск были Кроче-Бьянка на севере, Сан-Массимо в центре и деревня Санта-Лючия на юге. В 9 часов австрийские аванпосты между Нова и Кампони были атакованы и отступили на боевую позицию Санта-Лючия.
Бригада Аоста к 9 часов подошла к Санта-Лючии. Здесь происходили бои, в частности сосредоточенные у кладбища в Санта-Лючия, где дислоцировалось командование австрийской армии, оказывавшей упорное сопротивление. Последовательно начали прибывать к полю сражения остальные бригады, и к 14:30 сардинцы овладели Санта-Лючией, принудив левый фланг австрийцев отойти назад. После того, как Санта-Лючия после ожесточенных боев перешла во владение сардинцев, они также попытались продвинуться между этим пунктом и Сан-Массимо до «ридо».
На северном фланге около 13:00 сардинская дивизия генерал-лейтенанта графа Бролья (бригады Савона и Савойя) яростно атаковала деревни Кроче-Бьянка и Сан-Массимо, но была дважды отбита бригадами Дьюлаи, Лихтенштейна и Таксиса из корпуса д’Аспре с большими потерями, после чего итальянцы ограничивалась артиллерийским огнем.
По приказу Радецкого в 16 часов его артиллерия (36 орудий) начала массированный обстрел позиций противника. Левое крыло сардинцев перед Кроче-Бьянкой было отброшено назад. Карл Альберт, видя, что на содействие восставших в Вероне рассчитывать невозможно отдал приказ об отступлении, и итальянцы также были вынуждены эвакуировать на своем южном крыле разрушенную деревню Санта-Лючия. После 16:30 пьемонтцы отступили к своей предполуденной линии атаки.
К вечеру обе армии находились опять на тех же самых позициях, какие занимали утром: этот ничтожный успех возвратил австрийским войскам самоуверенность и пошатнул доверие, каким пользовался Карл Альберт у итальянцев.